# Sargocentron
Sargocentron är ett släkte av fiskar. Sargocentron ingår i familjen Holocentridae.

## Dottertaxa tillSargocentron, i alfabetisk ordning[1]
- Sargocentron bullisi
- Sargocentron caudimaculatum
- Sargocentron cornutum
- Sargocentron coruscum
- Sargocentron diadema
- Sargocentron dorsomaculatum
- Sargocentron ensifer
- Sargocentron furcatum
- Sargocentron hastatum
- Sargocentron hormion
- Sargocentron inaequalis
- Sargocentron iota
- Sargocentron ittodai
- Sargocentron lepros
- Sargocentron macrosquamis
- Sargocentron marisrubri
- Sargocentron megalops
- Sargocentron melanospilos
- Sargocentron microstoma
- Sargocentron poco
- Sargocentron praslin
- Sargocentron punctatissimum
- Sargocentron rubrum
- Sargocentron seychellense
- Sargocentron shimizui
- Sargocentron spiniferum
- Sargocentron spinosissimum
- Sargocentron suborbitalis
- Sargocentron tiere
- Sargocentron tiereoides
- Sargocentron vexillarium
- Sargocentron wilhelmi
- Sargocentron violaceum
- Sargocentron xantherythrum